# Bob McAdoo
Robert Allen McAdoo (* 25. September 1951 in Greensboro, North Carolina) ist ein ehemaliger US-amerikanischer Basketballspieler. Zwischen 1972 und 1986 spielte er in der nordamerikanischen Profiliga NBA bei den Teams der Buffalo Braves, New York Knicks, Boston Celtics, Detroit Pistons, New Jersey Nets, Los Angeles Lakers und Philadelphia 76ers.
McAdoo galt als eines der größten Basketballtalente seiner Zeit und wurde 1975 mit 23 Jahren einer der jüngsten MVP der NBA-Geschichte. Schwere Verletzungen verhinderten jedoch eine erfolgreichere Karriere. Obwohl er Power Forward und Center spielte, galt sein Spielstil für seine Zeit als modern, da er auch Würfe von außen treffen konnte, womit er auf dem Höhepunkt seiner Karriere die Liga dominierte.

## Karriere
Nachdem er bis 1972 an der University of North Carolina unter Dean Smith gespielt hatte, wechselte McAdoo in die NBA. Im Draft 1972 wurde er an zweiter Stelle von den Buffalo Braves ausgewählt. In seiner ersten Saison wurde er als Rookie des Jahres ausgezeichnet. In seinem zweiten Jahr gelangen ihm 30,0 Punkte und 15,0 im Rebounds im Schnitt. Er wurde Scoring-Champion und der bis heute letzte Spieler, dem 30/15 im Schnitt gelangen. Im dritten Jahr gewann er aufgrund seiner Leistung (34,5 Punkte und 14,1 Rebounds pro Spiel) die Auszeichnung als bester Spieler (MVP). Aber obwohl McAdoo erst 23 Jahre alt war, begannen seine Leistungen zu stagnieren. Verletzungen plagten ihn und ließen ihn einen Teil seiner Athletik einbüßen. Dennoch führte er auch 1976 die Liga zum dritten Mal in Folge als bester Punktesammler an.
In der Saison 1976/77 schickten ihn die Braves zu den New York Knicks, die mit Spencer Haywood bereits einen anderen punktstarken Lowpost-Spieler verpflichtet hatten. Im Jahr darauf wurde McAdoo zum fünften und letzten Mal All-Star. Bis 1981 wechselte McAdoo dreimal den Verein. Er blieb weiterhin ein guter Scorer der im Schnitt 20 Punkte erzielte. Mit seinem Wechsel zu den Detroit Pistons sanken seine Spielzeit und Punkteausbeute drastisch und er kam nur noch auf 10 Punkte im Schnitt. 1981 wechselte er als Free Agent zu den Los Angeles Lakers. Als Ersatzmann von Kareem Abdul-Jabbar und Jamaal Wilkes gewann McAdoo 1982 und 1985, in der Rolle des Sechsten Mannes, mit den Lakers die NBA-Meisterschaft. Schließlich, 1986, nach einem erneuten Wechsel zu den 76ers, beendet McAdoo seine NBA-Karriere.
In Italien spielte McAdoo anschließend noch bis 1992 sehr erfolgreich, ehe er im Alter von 41 Jahren zurücktrat. So gewann er unter anderem mit heutigem Basketballtrainer Mike D’Antoni als Mannschaftskameraden, mit Milano 1987 und 1988 den FIBA Europapokal der Landesmeister und wurde im Mai 2008 als einer der 50 bedeutenden Persönlichkeiten des Basketballsport in Europa geehrt. Die Ehrung erfolgte durch die EuroLeague im Rahmen einer offiziellen Zeremonie im Palacio de Deportes de la Comunidad de Madrid, in Madrid (Spanien).
Zwischen 1995 und 2014 arbeitete McAdoo als Assistenztrainer bei den Miami Heat. Mit diesen gewann er 2006, 2012 und 2013 die NBA-Meisterschaft.
Am 13. Oktober 2000 wurde McAdoo in die Naismith Memorial Basketball Hall of Fame aufgenommen. Bis 2003 war er mit 25 Jahren der jüngste Spieler, der die 10.000 Punkte-Marke erreichte.

## Erfolge und Auszeichnungen

### Als Spieler
- 1× NBA MVP: 1975
- 2× Meister der NBA: 1982, 1985
- 2× All-NBA Team: 1974, 1975
  - 1× All-NBA First Team: 1975
  - 1× All-NBA Second Team: 1974
- 5× NBA All-Star: 1974–1978
- 3× Bester Korbschütze der NBA: 1974–1976
- NBA Rookie of the Year: 1973
  - NBA All-Rookie First Team: 1973
- 1× FIBA Intercontinental Cup Meister: 1987
- 2× Meister der EuroLeague: 1987, 1988
  - 1× EuroLeague Final Four MVP: 1988
  - 1× Bester Korbschütze der EuroLeague Finals: 1988
- 2× Meister der italienischen Basketballliga: 1987, 1989
- 1× Coppa Italia Gewinner: 1987
- 50 bedeutenden Persönlichkeiten des Basketballsport in Europa[1]
- NBA 75th Anniversary Team

### Als Co-Trainer
- 3× Meister der NBA: 2006, 2012, 2013

## NBA-Statistiken

### Hauptrunde
| Saison   | Team               | GP  | GS | MPG  | FG % | 3P % | FT % | RPG  | APG | SPG | BPG | PPG  |
| -------- | ------------------ | --- | -- | ---- | ---- | ---- | ---- | ---- | --- | --- | --- | ---- |
| 1972–73  | Buffalo            | 80  | –  | 32.0 | .452 | –    | .774 | 9.1  | 1.7 | –   | –   | 18.0 |
| 1973–74  | Buffalo            | 74  | –  | 43.0 | .547 | –    | .793 | 15.1 | 2.3 | 1.2 | 3.3 | 30.6 |
| 1974–75  | Buffalo            | 82  | –  | 43.2 | .512 | –    | .805 | 14.1 | 2.2 | 1.1 | 2.1 | 34.5 |
| 1975–76  | Buffalo            | 78  | –  | 42.7 | .487 | –    | .762 | 12.4 | 4.0 | 1.2 | 2.1 | 31.1 |
| 1976–77  | Buffalo/New York   | 72  | –  | 38.9 | .512 | –    | .738 | 12.9 | 2.8 | 1.1 | 1.4 | 25.8 |
| 1977–78  | New York           | 79  | –  | 40.3 | .520 | –    | .727 | 12.8 | 3.8 | 1.3 | 1.6 | 26.5 |
| 1978–79  | New York/Boston    | 60  | –  | 37.2 | .529 | –    | .656 | 8.7  | 2.8 | 1.2 | 1.1 | 24.8 |
| 1979–80  | Detroit            | 58  | –  | 36.2 | .480 | .125 | .730 | 8.1  | 3.4 | 1.3 | 1.1 | 21.1 |
| 1980–81  | Detroit/New Jersey | 16  | –  | 20.1 | .433 | .000 | .707 | 4.2  | 1.9 | 1.1 | 0.8 | 10.3 |
| 1981–82  | L. A. Lakers       | 41  | 0  | 18.2 | .458 | .000 | .714 | 3.9  | 0.8 | 0.5 | 0.9 | 9.6  |
| 1982–83  | L. A. Lakers       | 47  | 1  | 21.7 | .520 | .000 | .730 | 5.3  | 0.8 | 0.9 | 0.9 | 15.0 |
| 1983–84  | L. A. Lakers       | 70  | 0  | 20.8 | .471 | .000 | .803 | 4.1  | 1.1 | 0.6 | 0.7 | 13.1 |
| 1984–85  | L. A. Lakers       | 66  | 0  | 19.0 | .520 | .000 | .753 | 4.5  | 1.0 | 0.3 | 0.8 | 10.5 |
| 1985–86  | Philadelphia       | 29  | 0  | 21.0 | .462 | –    | .765 | 3.6  | 1.2 | 0.3 | 0.6 | 10.1 |
| Gesamt   | Gesamt             | 852 | 1  | 33.2 | .503 | .081 | .754 | 9.4  | 2.3 | 1.0 | 1.5 | 22.1 |
| All-Star | All-Star           | 5   | 3  | 25.2 | .578 | –    | .737 | 6.0  | 1.2 | 0.8 | 0.4 | 17.6 |

### Playoffs
| Saison | Team         | GP | GS | MPG  | FG % | 3P % | FT % | RPG  | APG | SPG | BPG | PPG  |
| ------ | ------------ | -- | -- | ---- | ---- | ---- | ---- | ---- | --- | --- | --- | ---- |
| 1974   | Buffalo      | 6  | –  | 45.2 | .478 | –    | .809 | 13.7 | 1.5 | 1.0 | 2.2 | 31.7 |
| 1975   | Buffalo      | 7  | –  | 46.7 | .481 | –    | .740 | 13.4 | 1.4 | 0.9 | 2.7 | 37.4 |
| 1976   | Buffalo      | 9  | –  | 45.1 | .451 | –    | .707 | 14.2 | 3.2 | 0.8 | 2.0 | 28.0 |
| 1978   | New York     | 6  | –  | 39.7 | .484 | –    | .600 | 9.7  | 3.8 | 1.2 | 2.0 | 23.8 |
| 1982   | L. A. Lakers | 14 | –  | 27.7 | .564 | –    | .681 | 6.8  | 1.6 | 0.7 | 1.5 | 16.7 |
| 1983   | L. A. Lakers | 8  | –  | 20.8 | .440 | .333 | .786 | 5.8  | 0.6 | 1.4 | 1.3 | 10.9 |
| 1984   | L. A. Lakers | 20 | –  | 22.4 | .516 | .000 | .704 | 5.4  | 0.6 | 0.6 | 1.4 | 14.0 |
| 1985   | L. A. Lakers | 19 | 0  | 20.9 | .472 | .000 | .745 | 4.5  | 0.8 | 0.5 | 1.4 | 11.4 |
| 1986   | Philadelphia | 5  | 0  | 14.6 | .556 | –    | .875 | 2.8  | 0.4 | 0.8 | 1.0 | 10.8 |
| Gesamt | Gesamt       | 94 | 0  | 28.9 | .491 | .250 | .724 | 7.6  | 1.4 | 0.8 | 1.6 | 18.3 |

Quelle: